# Sokuon
Semnul Sokuon (japoneză: 促音) este un semn diacritic folosit în limba japoneză fie pentru a indica geminația (dublarea consoanei pe care o precedă) sau ocluziunea glotală la sfârșitul unui cuvânt. Acesta este reprezentat folosind caracterul minuscul al morei tsu („țu”), grafemul acestuia fiind „っ” în silabarul hiragana sau „ッ” în silabarul katakana. Sokuonul este denumit de asemenea chiisai tsu (小さいつ) sau chiisana tsu (小さなつ) în limba japoneză, în traducere „țu mic”.
|          | Majusculă | Sokuon |
| -------- | --------- | ------ |
| Hiragana | つ        | っ     |
| Katakana | ツ        | ッ     |

În mod tradițional, semnul sokuon se folosește doar înaintea morelor începând cu consoanele k, p, s sau t. Acesta este romanizat cu dublarea consoanei.
De regulă, sokuonul nu se poate folosi la începutul unui cuvânt, nici înaintea unei vocale (a, i, u, e și o), nici înaintea unei more începând cu consoanele n, m, r sau semivocalele w și y (în cuvintele, de obicei împrumutate, care necesită dublarea acestor foneme sunt folosite grafemele ン, ム, ル, ウ și イ respectiv în locul sokuonului). De asemenea, acesta nu apare înaintea morelor care încep cu consoane sonore (g, z, d și b) sau cu h, decât în cuvintele împrumutate, limbajul distorsionat sau anumite dialecte. Cu toate acestea, excepții neobișnuite există din motive de stilistică.
Dacă sokuonul este folosit ca ocliziune glotală, se notează la sfârșitul unui cuvânt, indicând o expresie uimită sau agitată. Pentru această situație nu există o modalitate standard de a-l translitera, însă există mai multe convenții care utilizează fie o linie de pauză („–”), fie litera „t” sau un apostrof („'”)

## Exemple
- ポッキー (romanizat ca pokkī, un fel de dulciuri japoneze) e compus din:
ポ po
ッ sokuon
キ ki
ー chōonpu

- 待って (romanizat ca matte, forma te a verbului 待つ matsu, însemnând a aștepta) e compus din:
待 ma (kanji)
っ sokuon
て te

- こっち (romanizat kotchi, însemnând aici) e compus din:
こ ko
っ (sokuon)
ち chi

În transliterarea rōmaji a cuvântului „kotchi”, dublarea consoanei silabei „chi” (pronunțată „ci”) se face folosind litera „t” și nu litera „c”, respectând pronunția reală dar și ca urmare a faptului că silaba „chi” face parte din coloana silabelor formate cu „t” (ta, chi („ci”), tsu („țu”), te, to), aflându-se pe locul pe care ar fi trebuit să se afle silaba „ti” dar care nu există în limba japoneză tradițională.
În alfabetul fonetic internațional, semnul sokuon este transcris folosindu-se fie un semn asemănător cu două puncte fie o consoană dublată:
- kite (来て, „vino”) – /kite/
- kitte (切手, „timbru poștal”) – /kitːe/ sau /kitte/
- asari (あさり, „scoici”) – /asaɾi/
- assari (あっさり, „cu ușurință”) – /asːaɾi/ sau /assaɾi/

Se consideră că sokuonul reprezintă o moră distinctă, de exemplu cuvântul „Nippon” (Japonia) este format din doar două silabe (nip-pon) dar din patru more: ni-p-po-n.
În cazul ocluziunii glotale AFI folosește grafemul [ʔ].